# Tomislav Stantić
Tomislav Stantić, visoki dužnosnik Republike Srbije i AP Vojvodine, Srbija, visoki dužnosnik hrvatske zajednice u Srbiji. Po struci liječnik radiolog.
Od 1984. do 1990. studirao i diplomirao na Medicinskom fakultetu u Novom Sadu. Poslije studija bio menadžer marketinga u zemunskoj Galenici. Zatim na svom fakultetu specijalizirao radiologiju od 1992. do 1995. godine. Radio kao liječnik opće prakse u Tavankutu. Od 1995. radi u Općoj bolnici u Subotici na odjelu radiološke dijagnostike, čiji je načelnik od 1997. do 2005. godine. Od 1998. do 2000. član predsjedništva Radiološke sekcije Srpskog lekarskog društva. Godine 2001. magistrirao tezom Značaj ultrazvučne dijagnostike u diferencijalnoj dijagnozi opstruktivnih uropatija na matičnom fakultetu. Od 2002. do 2005. zamjenik predsjednika UO Zdravstvenog centra u Subotici, a potom osnovao privatnu specijalističku radiološku ordinaciju.
Od 2007. godine u visokoj politici. Državni je tajnik u Ministarstvu zdravlja Republike Srbije do 2010. godine. Zatim je prešao u pokrajinske dužnosti. Do 2012. bio potpredsjednik Vlade AP Vojvodine i pokrajinski tajnik za lokalnu samoupravu i međuregionalnu suradnju.
Bio dužnosnik stranke G17 plus predsjednika Mlađana Dinkića. Stantića je na izborima za HNV Republike Srbije 2014. podupiralo nekoliko hrvatskih udruga i katoličkih svećenika. Bio pokrajinski tajnik za državnu samoupravu.
Dio Zajedničke liste hrvatskih udruga dr Tomislav Stantić (Tomislav Stantić, Andrija Anišić, Mata Matarić, Stanko Krstin, Zlatko Ifković) koja se natječe za izbor u Hrvatsko nacionalno vijeće Republike Srbije. Zajednička lista hrvatskih udruga (ZLHU) okupila je dvadesetak hrvatskih udruga.